# 葛竹王宅
29°38′30″N 121°08′06″E / 29.641714°N 121.134942°E
葛竹王宅，又名明德堂，民间俗称洋房子，位于中国浙江省宁波市奉化区溪口镇葛竹村高椅山脚，是蒋中正的堂舅，民国军政要员王震南在奉化的居所。建筑于1936年由王震南出资建造，依山势而建，为两层品字形三合院，占地面积998平方米。蒋中正曾在此屋留宿，屋内设有“总统房间”和“美龄浴室”。
2017年，葛竹王宅成为浙江省文物保护单位。